# 38e congrès fédéral du Parti socialiste ouvrier espagnol
Le 38e congrès fédéral du Parti socialiste ouvrier espagnol (en espagnol : 38 Congreso Federal del Partido Socialista Obrero Español) est un congrès du Parti socialiste ouvrier espagnol (PSOE), organisé du 3 au 5 février 2012 afin d'élire le secrétaire général, la commission exécutive et d'adopter la motion d'orientation politique et les nouveaux statuts.
Le congrès est organisé environ deux mois après la déroute du PSOE aux élections générales anticipées. Le chef de file lors de ce scrutin et ex-ministre de l'Intérieur, Alfredo Pérez Rubalcaba, est élu secrétaire général face à l'ancienne ministre de la Défense Carme Chacón.

## Contexte
Lors des élections générales anticipées du 20 novembre 2011, le Parti socialiste — emmené par l'ancien ministre de l'Intérieur Alfredo Pérez Rubalcaba — réalise à cette époque le pire résultat de son histoire, perdant 59 députés et quatre millions de voix, et passant sous le plancher établi en 2000 par Joaquín Almunia. Le Parti populaire de Mariano Rajoy obtient un record en nombre de voix et conquiert la majorité absolue en sièges. Ces résultats interviennent à quelques mois des élections parlementaires andalouses. Dès le lendemain, le secrétaire général sortant du PSOE José Luis Rodríguez Zapatero annonce la convocation du prochain congrès ordinaire pour le mois de février suivant.

## Candidat au secrétariat général
| Candidat | Candidat | Candidat                         | Fonction politique récente                                                     | Annonce          |
| -------- | -------- | -------------------------------- | ------------------------------------------------------------------------------ | ---------------- |
|          |          | Alfredo Pérez Rubalcaba (60 ans) | Députée aux Cortes Generales (depuis 1993) Ministre de l'Intérieur (2006-2011) | 29 décembre 2011 |
|          |          | Carme Chacón (40 ans)            | Députée aux Cortes Generales (depuis 2000) Ministre de la Défense (2008-2011)  | 7 janvier 2012   |

## Déroulement
Le congrès est convoqué les 3, 4 et 5 février 2012 à Séville.
La rédaction de la motion d'orientation politique est coordonnée par l'ancien ministre du Travail Jesús Caldera, le secrétaire à l'Organisation Marcelino Iglesias étant responsable de la partie relative au fonctionnement du parti. Elle est approuvée le 8 janvier 2012 par le comité fédéral à l'unanimité, ouvrant la période d'analyse et de proposition d'amendements au sein des sections locales.

## Résultats
Le 4 février, Alfredo Pérez Rubalcaba est élu secrétaire général du PSOE : il obtient 51,16 % des votants et vingt-deux votes de plus que Carme Chacón. Le lendemain, sa liste pour la commission exécutive fédérale reçoit le soutien de 80,42 % des votants.

### Élection du secrétaire général
| Candidat           | Candidat                | Voix | %     |
| ------------------ | ----------------------- | ---- | ----- |
|                    | Alfredo Pérez Rubalcaba | 487  | 51,16 |
|                    | Carme Chacón            | 465  | 48,84 |
|                    |                         |      |       |
| Suffrages exprimés | Suffrages exprimés      | 952  | 99,69 |
| Votes blancs       | Votes blancs            | 1    | 0,10  |
| Votes nuls         | Votes nuls              | 2    | 0,21  |
|                    |                         |      |       |
| Total              | Total                   | 955  | 100   |

### Élection de la commission exécutive
| Candidat   | Candidat                | Voix | %     |
| ---------- | ----------------------- | ---- | ----- |
|            | Alfredo Pérez Rubalcaba | 723  | 80,42 |
|            | Votes blancs            | 168  | 18,69 |
| Votes nuls | Votes nuls              | 8    | 0,89  |
| Total      | Total                   | 899  | 100   |

### Composition de la commission exécutive
Alfredo Pérez Rubalcaba s'appuie principalement sur ses proches et soutiens pour former la nouvelle commission exécutive, acceptant de nommer José Antonio Griñán à la présidence, bien qu'il ne l'ait pas soutenu. Le nouveau secrétaire général n'accède donc pas à la demande de sa concurrente malheureuse, Carme Chacón, qui souhaitait une équipe la plus consensuelle possible en raison du faible écart les séparant lors de l'élection pour le secrétariat général. En conséquence, la direction formée par Rubalcaba obtient le plus faible soutien depuis quinze ans, même si aucun vote contre n'est émis afin de ne pas trop écorner l'unité interne du parti,.
| Commission exécutive fédérale                                                          | Commission exécutive fédérale |
| -------------------------------------------------------------------------------------- | ----------------------------- |
| Président                                                                              | José Antonio Griñán           |
| Secrétaire général                                                                     | Alfredo Pérez Rubalcaba       |
| Vice-secrétaire général                                                                | Elena Valenciano              |
| Secrétaire à l'Organisation                                                            | Óscar López                   |
| Secrétaire à l'Égalité                                                                 | Purificación Causapié (es)    |
| Secrétaire aux Relations politiques                                                    | Patxi López                   |
| Secrétaire à l'Économie et à l'Emploi                                                  | Inmaculada Rodríguez-Piñero   |
| Secrétaire aux Relations institutionnelles et à la Politique des communautés autonomes | Antonio Hernando              |
| Secrétaire à la Participation, aux Réseaux et à l'Innovation                           | María González Veracruz       |
| Secrétaire aux Villes et à la Politique municipale                                     | Gaspar Zarrías                |
| Secrétaire aux Idées et aux Programmes                                                 | Jesús Caldera                 |
| Secrétaire à la Politique sociale                                                      | Trinidad Jiménez              |
| Secrétaire à l'Éducation et à la Culture                                               | María del Mar Villafranca     |
| Secrétaire à l'Aménagement du territoire et au Développement durable                   | Hugo Morán (es)               |
| Secrétaire exécutif à la Formation                                                     | Rafael Simancas               |
| Secrétaire exécutif à l'Union européenne                                               | Juan Moscoso                  |
| Secrétaire exécutif à la Coopération et à l'Émigration                                 | Soledad Pérez                 |
| Secrétaire exécutif à l'Immigration                                                    | Carmela Silva                 |
| Membre                                                                                 | Eduardo Madina                |
| Membre                                                                                 | Jaime Lissavetzky             |
| Membre                                                                                 | Emiliano García-Page          |
| Membre                                                                                 | Sergio Gutiérrez              |
| Membre                                                                                 | Carlos Pérez                  |
| Membre                                                                                 | Carolina Darias               |
| Membre                                                                                 | José Zaragoza                 |
| Membre                                                                                 | Francina Armengol             |
| Membre                                                                                 | María Teresa Noguera          |
| Membre                                                                                 | José Miguel Rodríguez (es)    |
| Membre                                                                                 | Esperanza Estévez             |
| Membre                                                                                 | Alejandro Soler (es)          |
| Membre                                                                                 | María Gámez (es)              |
| Membre                                                                                 | Javier Fernández              |
| Membre                                                                                 | María José Fernández          |
| Membre                                                                                 | Carmen Montón                 |
| Membre                                                                                 | Mayte Fernández (es)          |
| Membre                                                                                 | Maru Menéndez (es)            |
| Membre                                                                                 | Pachi Vázquez                 |
| Membre                                                                                 | Lola Gorostiaga               |